# 9549 Akplatonov
A 9549 Akplatonov (ideiglenes jelöléssel 1985 SM2) a Naprendszer kisbolygóövében található aszteroida. Nyikolaj Sztyepanovics Csernih és Ljudmila Ivanovna Csernih fedezte fel 1985. szeptember 19-én.